# 834 TCN
834 TCN là một năm trong lịch La Mã.